# San Paragorio

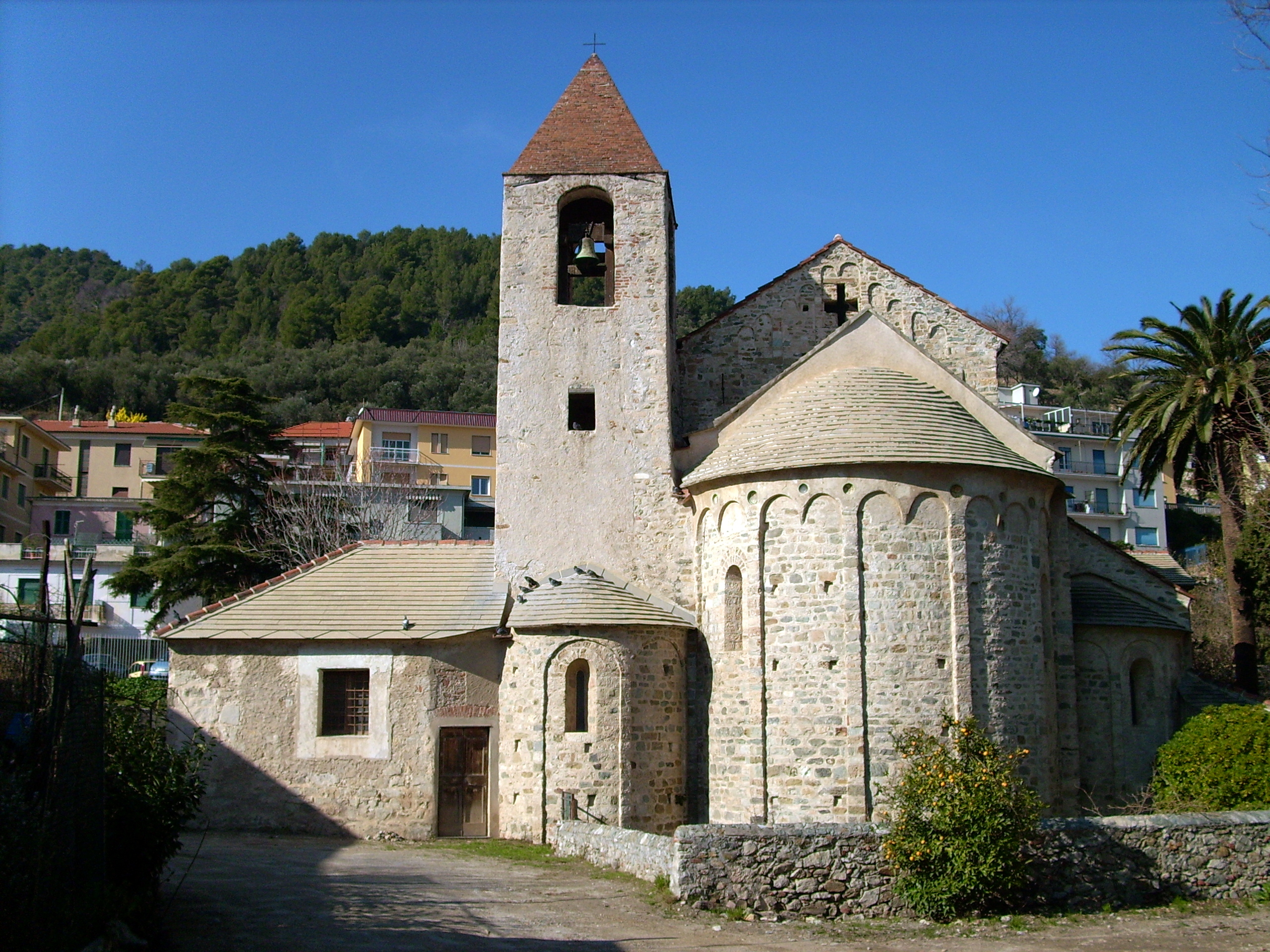
San Paragorio, Apsis und Glockenturm

San Paragorio ist eine römisch-katholische Kirche außerhalb der mittelalterlichen Mauern der Stadt Noli in der Provinz Savona. Sie ist ein wichtiges Denkmal der romanischen Architektur in Ligurien. Von 1890 bis 2010 war sie ein italienisches Nationaldenkmal.

## Geschichte
Patron der Kirche ist der heilige Pargorius, der mit seinen Gefährten aus Libyen floh, um der Verfolgung des Diokletian zu entgehen. Er fand in Calenzana auf Korsika Zuflucht und starb dort den Märtyrertod. Im 5.–6. Jahrhundert wurden seine Reliquien nach Noli gebracht, da die Insel von Invasionen der Vandalen bedroht war. Eine ursprüngliche frühchristliche Kirche wurde im 5./6. Jahrhundert auf einer Nekropole erbaut.
Im 11. Jahrhundert wurde die jetzige Kirche im romanischen Stil erbaut. Bei der Gründung des Bistums Noli 1239 wurde San Pargorio zur Kathedrale bestimmt. Papst Innozenz IV. bestätigte den Status. Am 12. Oktober 1572 wurde San Pietro Kathedrale. Im Gegensatz zu San Paragorio lag San Pietro in der Stadt.
Bei den in den 1970er Jahren von Nino Lamboglia in der Gegend um die Kirche durchgeführten archäologischen Ausgrabungen wurden Reste eines frühchristlichen Baptisteriums und einer spätantiken Nekropole gefunden. Spätere Ausgrabungen unter der ligurischen archäologischen Aufsicht zeigten auch Reste einer Handwerkersiedlung und der frühen Kirchengebäude (6. Jahrhundert).

## Beschreibung
Die Basilika hat drei Schiffe, die jeweils in einer halbrunden Apsis enden. Die Schiffe sind durch massive Säulen, die miteinander mit Halbkreisbögen verbunden sind, getrennt. Der Altarraum ist mit dem Schiff über eine Rampe verbunden. Dort sind drei Fresken aus dem 15. Jahrhundert in Nischen zu sehen. In der mittleren Nische ist der Gekreuzigte zu sehen und in Seitennischen die Apostel Petrus und Paulus. An der linken Wand des Presbyteriums ist ein Renaissance-Tabernakel aus Marmor zu finden. Laut Inschrift wurde er von Vincenzo Broverio gespendet, der aus der Familie von Papst Julius II. stammte und zwischen 1506 und 1519 Bischof von Noli war. Rechts vom Altar steht die Kopie einer Kathedra aus dem Jahr 1239. Auf der Rückseite befindet sich das Wappen von Paolo Giustiniani, der aus Genua stammte und von 1459 bis 1485 Bischof war. Über eine Treppe kann die Krypta erreicht werden. Vor Erbauung der zweiten Kirche standen hier zwei kleine Kapellen. Im rechten Kirchenschiff ist ein achteckiges Taufbecken und ein bemaltes Holzkruzifix.

## Galerie

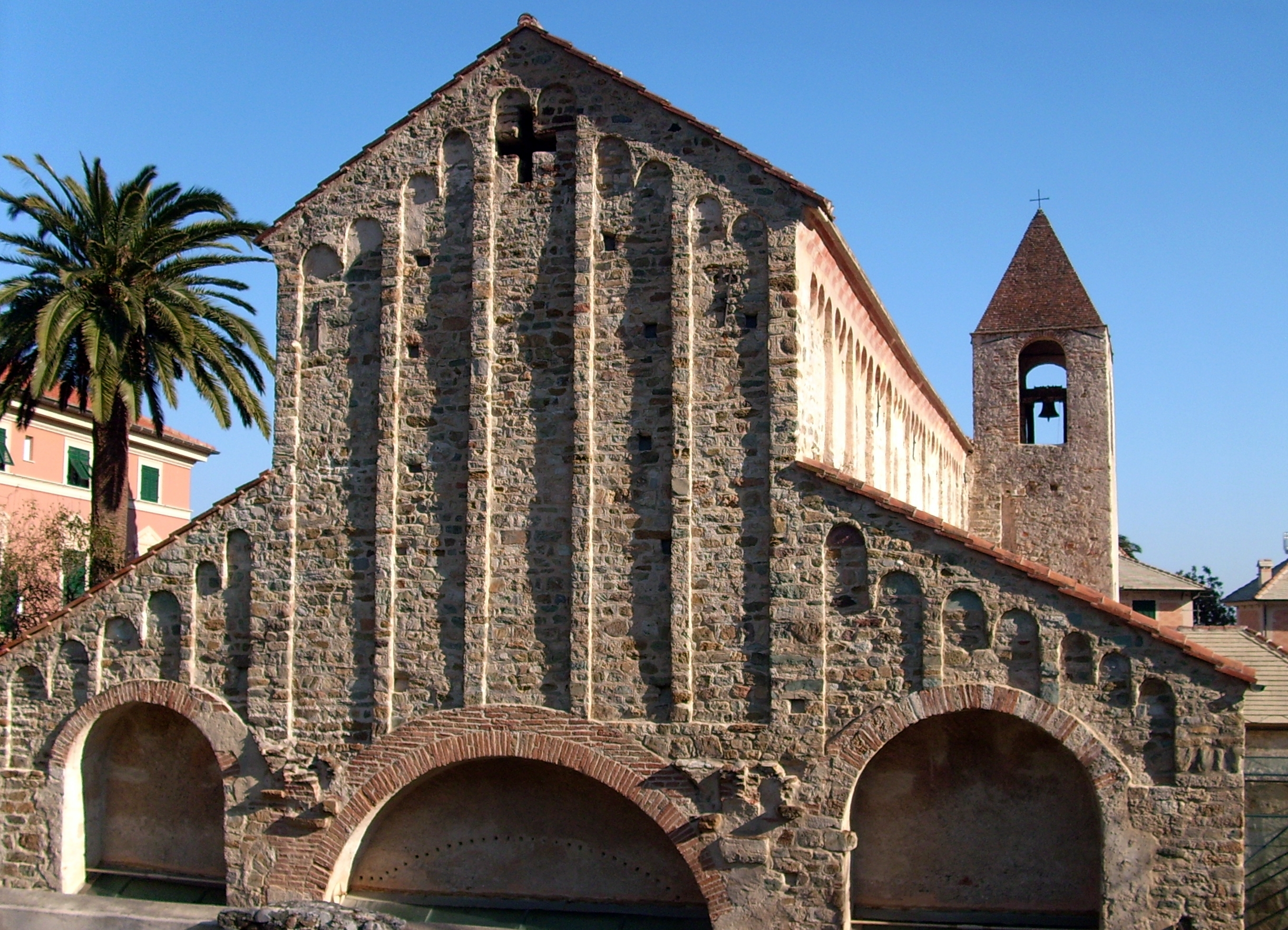
Fassade
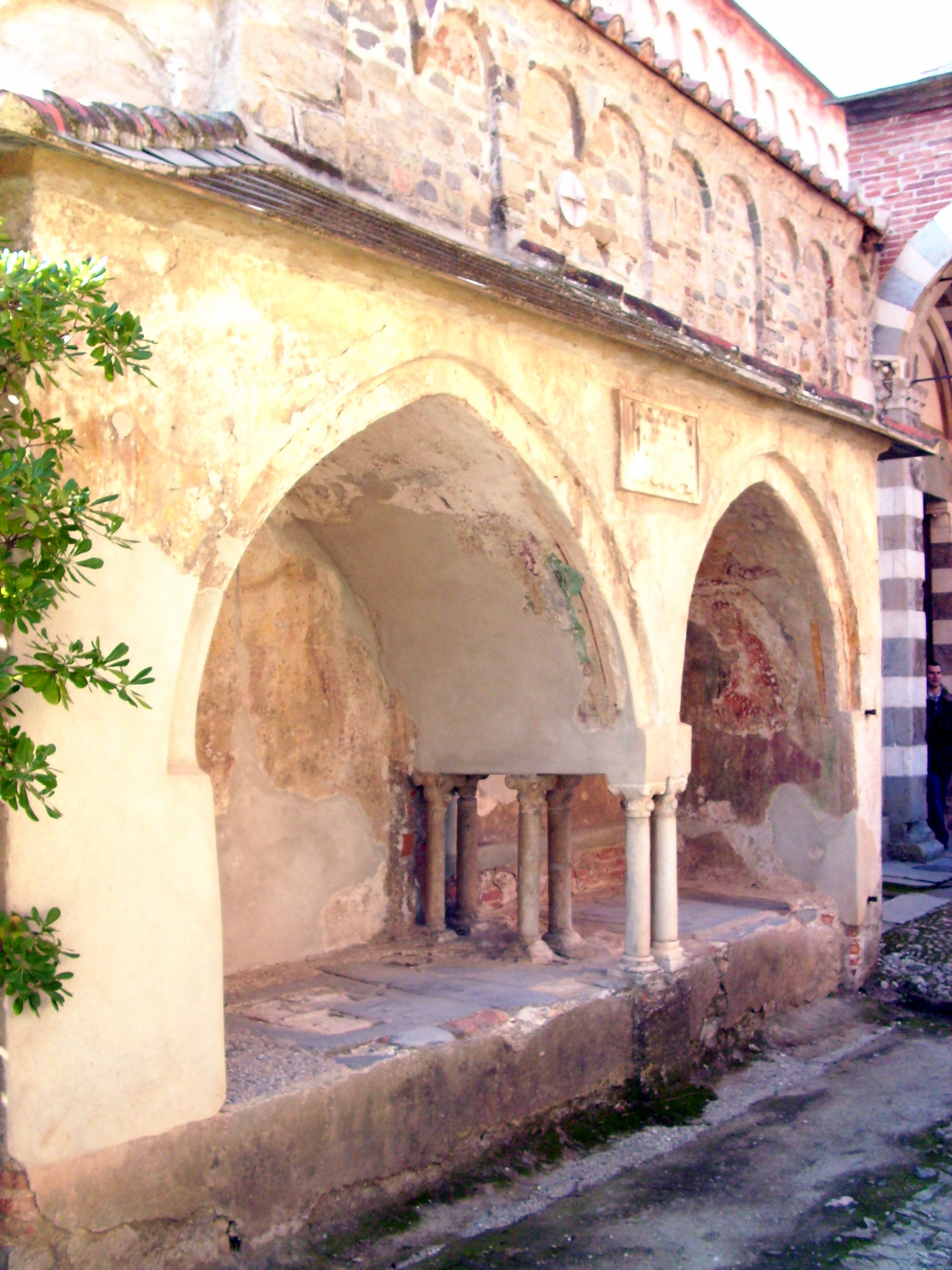
Grab im Doppelarkosolium
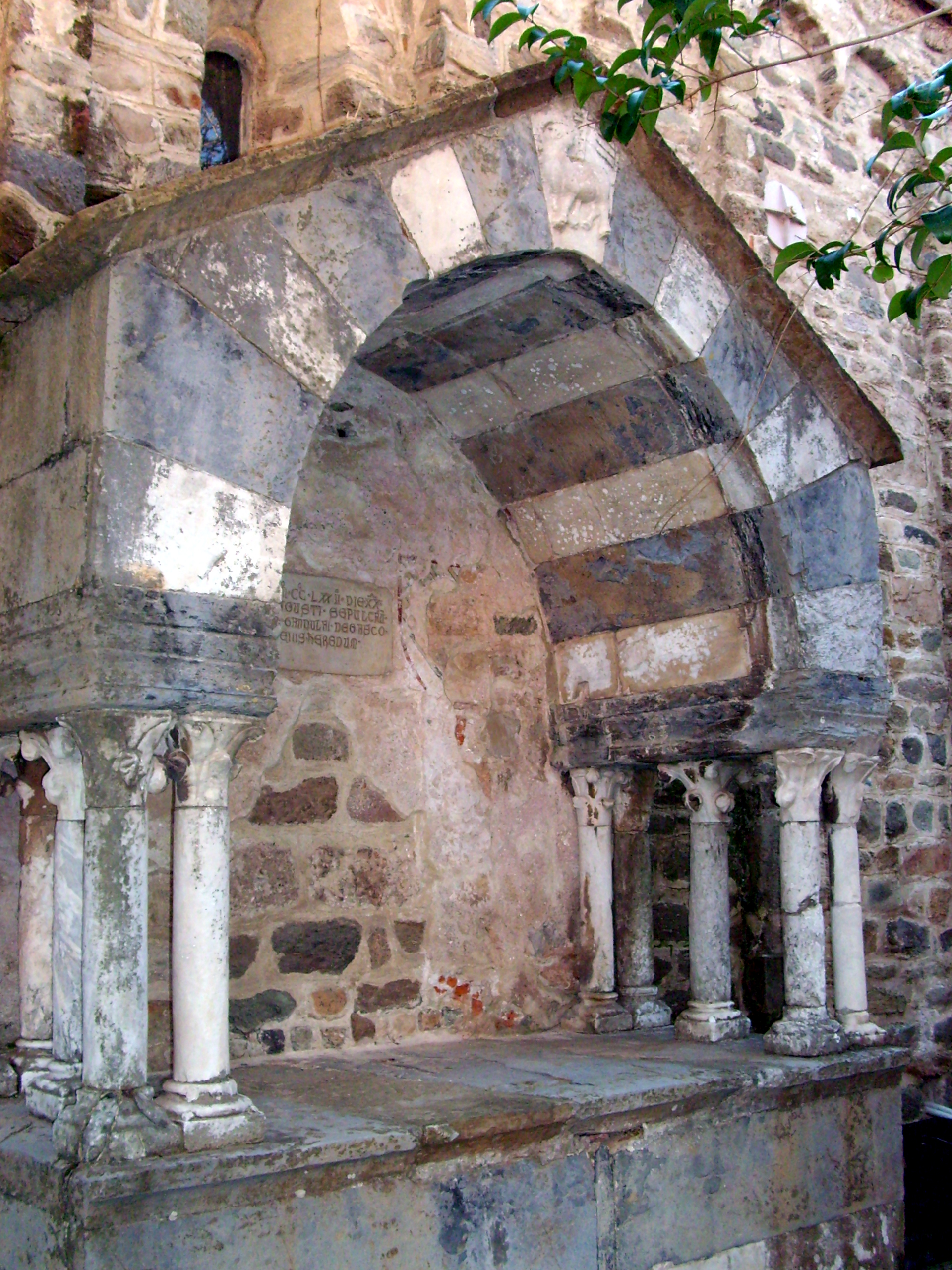
Grab in einem einzelnen Arkosol
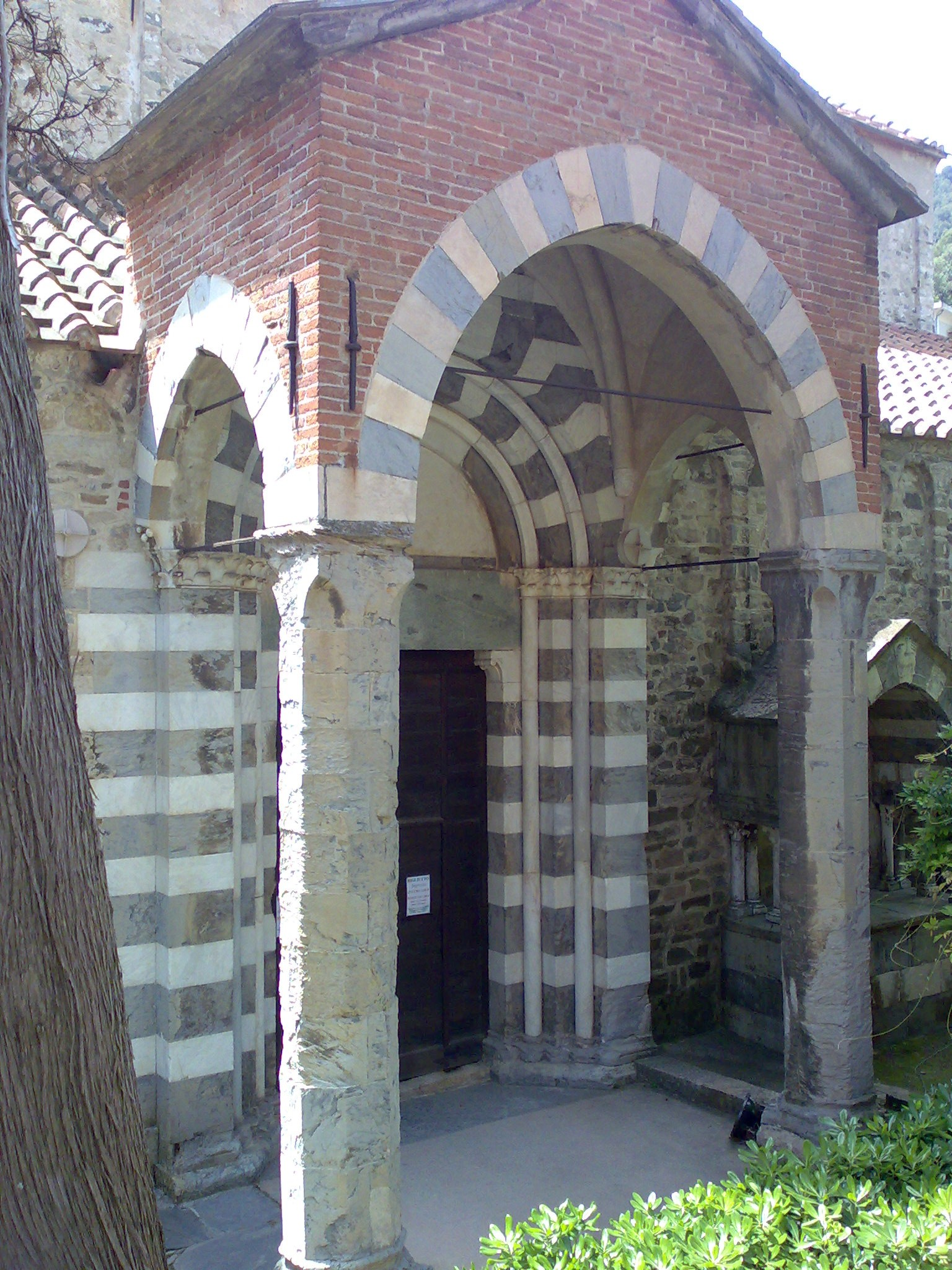
Eingang
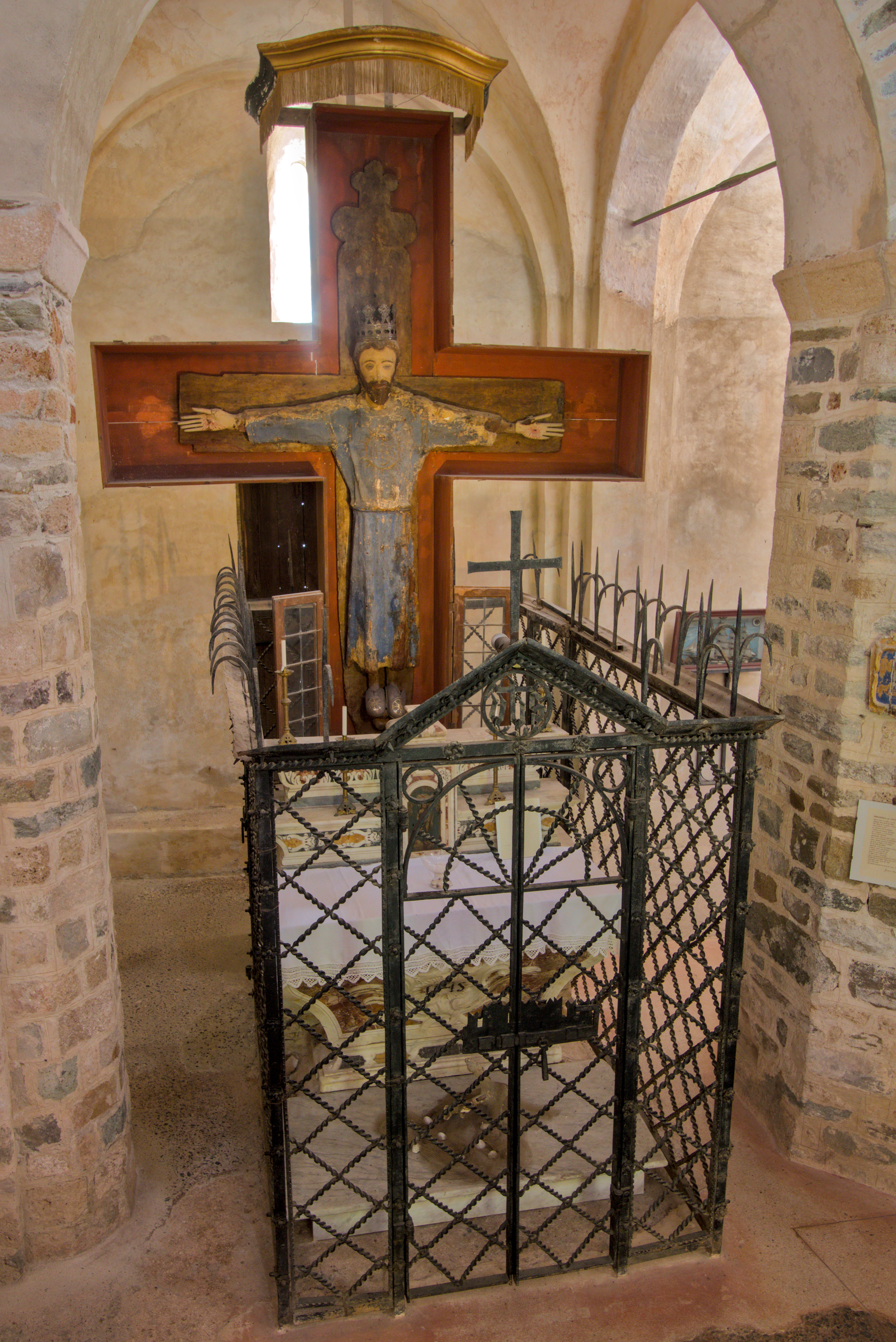
Romanisches Holzkreuz
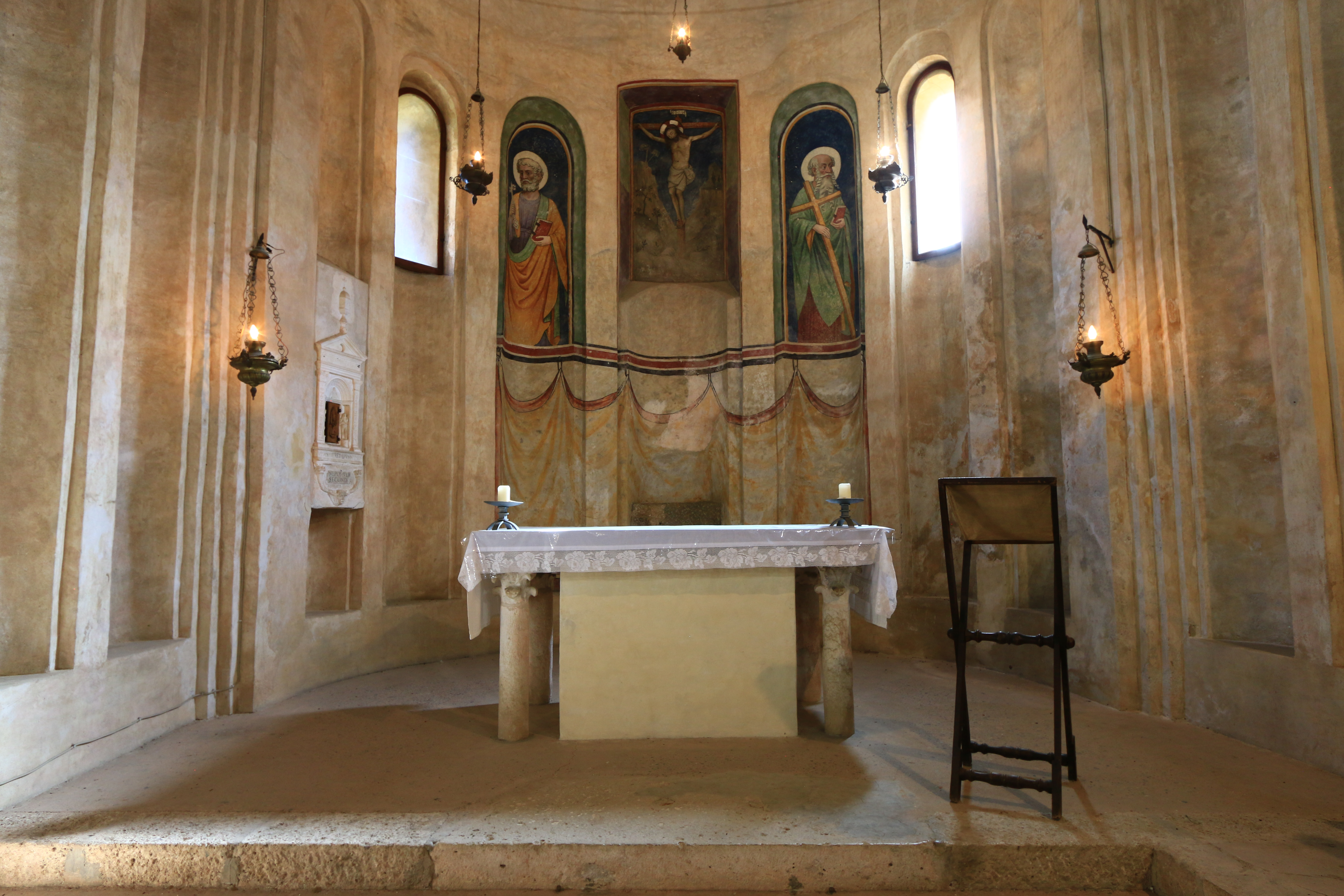
Romanischer Chor